# 로버트 미들마스

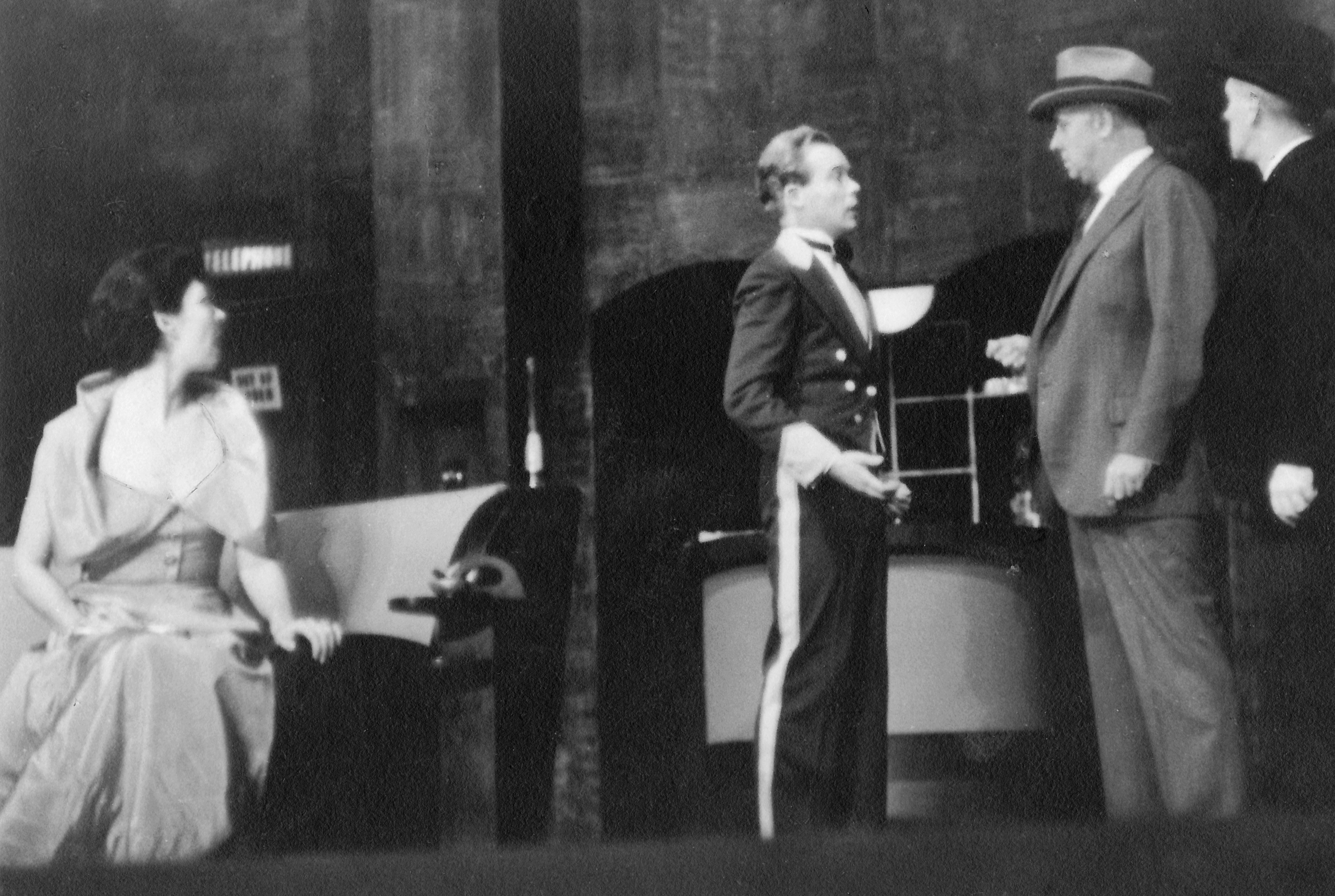

로버트 미들마스(Robert Middlemass, 1883년 9월 3일 ~ 1949년 9월 10일)는 미국의 배우, 영화배우이다.
뉴브리튼에서 태어났으며 할리우드에서 사망하였다.

## 영화
- 돌리 시스터스 (1945년)
- 바보의 기쁨 (1939년)
- 스미스씨 워싱톤 가다 (1939년)
- 내가 법이다 (1938년)
- 대뉴욕 (1938년)
- 네이비 블루 앤 골드 (1937년)
- 케인 앤 마블 (1936년)
- 제너럴 스팬키 (1936년)
- 발리언트 (1929년)